# Anatoli Wassiljewitsch Kusnezow
Anatoli Wassiljewitsch Kusnezow (russisch Анатолий Кузнецов; * 18. August 1929 in Kiew; † 13. Juni 1979 in London) war ein ukrainischer Schriftsteller, der seine Erfahrungen in Kiew unter der deutschen Besatzung während des Zweiten Weltkriegs in dem international beachteten Werk Babi Jar: Ein dokumentarischer Roman niederschrieb. Darin beschreibt er die Geschehnisse vom 29. und 30. September 1941, als mehr als 33.000 Juden aus Kiew in der Schlucht Babyn Jar ermordet und verscharrt wurden. Das Buch erschien erstmals – in zensierter Form – auf Russisch im Jahre 1966 und wurde in der von der Jugendorganisation der KPdSU, Komsomol, herausgegebenen Literaturzeitschrift für Jugend Junost in Moskau veröffentlicht. Hinweise auf die jüdische Identität der Opfer wurden entfernt.
Nach dem sowjetischen Einmarsch in die Tschechoslowakei 1968 entschloss sich Kusnezow während eines zweiwöchigen Aufenthaltes in London im Juli 1969, der vom Schriftstellerverband der UdSSR organisiert war, in Großbritannien zu bleiben. Es gelang ihm, sein unzensiertes Manuskript als Film mitzunehmen. 1970 erschien das Werk dann im Westen in voller Länge unter dem Pseudonym A. Anatoli. Dabei wurde der Anteil der zensierten Ausgabe kenntlich gemacht.
Kusnezow starb 1979 bei einem Verkehrsunfall, dessen nähere Umstände nie geklärt werden konnten.

## Werke
- Babi Jar: Ein dokumentarischer Roman. Berlin: Volk und Welt, 1968. (Übersetzung der russischen – zensierten – Fassung, übersetzt von Larissa Robiné)
- Babi Jar – Die Schlucht des Leids. Roman-Dokument. Aus dem Russischen übersetzt von Irina Nowak. Mit einem Nachwort von Benjamin Korn. Berlin: Matthes & Seitz, 2001. ISBN 3-88221-295-0 (neu übersetzt einschließlich der von der Zensur gestrichenen bzw. neu formulierten Passagen, die nun alle kursiv gesetzt wurden)